# Ley de la casa imperial
La ley de la casa imperial (皇室典範 Kōshitsu Tenpan?) de 1947 es una ley japonesa que rige el orden de sucesión imperial, los miembros de la familia imperial y otras cuestiones relativas a la administración de la casa imperial.

## Aprobación de la ley
La ley entró en vigor el 16 de enero de 1947, durante la era Shōwa en ocasión de la última sesión de la Dieta imperial. Esta ley sustituye a la de 1889, que gozaba de un estatus similar al de la constitución Meiji y que sólo podía ser enmendada por el emperador. La nueva ley está claramente subordinada a la constitución de Japón, que entra en vigor el 3 de mayo de 1947. El capítulo 1 : artículo 2 de la Constitución declara : « El trono imperial tendrá que ser dinástico y conforme con la ley de la casa imperial aprobada por la Dieta. »

## Redacción y objetivo
Redactada por el ejecutivo del primer ministro Shigeru Yoshida durante la ocupación de Japón, la ley tiene como objetivo regir la familia imperial acorde con la Constitución redactada por los estadounidenses. 
La ley tiene como efecto la reducción considerable de la membresía de la casa imperial a la familia cercana del emperador Hirohito, su madre viuda, y las familias de sus tres hermanos. Abole las ramas menores de la familia imperial (shinnōke y ōke) que eran tradicionalmente una reserva de herederos al trono en caso de ausencia de herederos en las ramas mayores. Los 51 miembros de las 11 ramas renunciaron a su estatus imperial, fueron retirados de la familia imperial e inscritos como ciudadanos ordinarios el 14 de octubre de 1947.
La nueva ley conservaba el principio de patrilinaje mencionado en la ley de 1889 y la Constitución Meiji. Limita la sucesión a los hijos, nietos y descendientes legítimos del emperador. Antes, los hijos y nietos del emperador nacidos de concubinas y sus descendientes varones podían suceder al trono. 
Aunque la historia de Japón haya conocido a ocho emperatrices reinantes, sus sucesores eran escogidos a menudo entre los varones del apellido paterno, por eso ciertos historiadores afirman que el reinado de esas mujeres eran temporales y que la tradición de la exclusividad para los chicos tenía que ser mantenida en el siglo XXI. La emperatriz Genmei (661-721), a la que sucedió la emperatriz Genshō (680-748), es la única excepción a este argumento.
La ley contiene, además, disposiciones para regular la extensión futura de la familia imperial y, por ende, la carga financiera sobre el Estado.
Los capítulos de la ley de la casa imperial abordan las cuestiones siguientes : 
- El orden de sucesión al trono ;
- El establecimiento de una regencia si el emperador es menor o si sufre de una enfermedad grave ;
- La membresía de la familia imperial ;
- La composición del consejo de la casa imperial ;
- Los títulos ostentados por el emperador y los miembros de la familia imperial ;
- Los matrimonios del emperador, del príncipe heredero, y de los príncipes de sangre ;
- Los ritos de los funerales imperiales, de los mausoleos imperiales, y el mantenimiento del registro de la familia imperial.

El capítulo 1 : artículo 1 de la ley de la casa imperial declara :  « El trono imperial de Japón está reservado a los descendientes varones legítimos del apellido paterno de los ancestros imperiales. » 
La sucesión está detallada en el artículo 2, siguiendo este orden :
- El hijo primogénito del emperador ;
- El nieto del emperador ;
- Los demás descendientes del hijo primogénito del emperador ;
- El hijo segundogénito del emperador y sus descendientes ;
- Los demás descendientes del emperador ;
- Los hermanos del emperador y sus descendientes ;
- Los tíos del emperador y sus descendientes.[3]